# 大島良三郎
大島 良三郎（おおしま りょうさぶろう、1870年5月1日〈明治3年4月1日〉 - 没年不詳）は、大日本帝国陸軍軍人。最終階級は陸軍少将。功四級。

## 経歴・人物
肥前国佐賀藩（現・佐賀県）出身。1893年（明治26年）陸軍士官学校第4期卒業。
1915年（大正4年）8月に旭川連隊区司令官、1917年（大正6年）8月に陸軍歩兵大佐、1918年（大正7年）10月に歩兵第13連隊長を経て、1921年（大正10年）7月に陸軍少将に昇進と同時に待命、同年11月に予備役に編入した。

## 栄典
位階
- 1894年（明治27年）5月1日 - 正八位[3]

勲章
- 1940年（昭和15年）8月15日 - 紀元二千六百年祝典記念章[4]